# Sweave
Sweave es un componente del lenguaje de programación R que permite la integración de código en documentos escritos con LaTeX o LyX. El objetivo es el de crear informes dinámicos que se actualicen automáticamente cuando cambian los datos.
El análisis de los datos se realiza en el momento en el que se escribe el informe o, más exactamente, en el momento en que se compila el documento (es decir, se ejecuta el código R que contiene) para generar otro en LaTeX.
Sweave permite que los informes sean más transparentes y reproducibles por otros.